# Čierna voda (přítok Popradu)
Čierná voda je potok na dolní Spiši, na území okresů Poprad a Kežmarok. Je to levostranný přítok Popradu a je tokem IV. řádu. 
Čierná voda teče souběžně mezi řekami Biela a Kežmarská Biela voda. Povodí řeky je úzké a protáhlé. Pramení v Belianských Tatrách v oblasti pod chatou Plesnivec. V horním toku, kde protéká Dolinou sedmi pramenů přibírá zprava Milý potok, má charakter bystřiny a ve střední a dolní části vytváří meandry v širším údolí. Významným pravostranným přítokem je potok Krivodol, který pramení v oblasti Velkého lesa, v blízkosti národní přírodní rezervace Mokriny a tvoří hranici mezi katastrálním územím Rakúsy a Strážky. V dolní části Čierná voda protéká denudovanými terasami a glaciál-fluviálními kužely. U Strážek, městské části Spišské Belé, se vlévá do Popradu.
V obci Rakúsy na Čierné vodě byl mlýn mezi romskou osadou a obcí. Svou funkci přestal plnit po odsunu Mathyase Krepse, německých majitelů, později mlýn vyhořel a nebyl obnoven.